# Palanques
Palanques és un municipi del País Valencià situat a la comarca dels Ports.

## Geografia
Està situat en una comarca muntanyenca a la riba esquerra del riu Bergantes al sector nord-oest de la comarca dels Ports, ja en el límit amb la província de Terol. El terme municipal limita amb els de Sorita, Morella i Forcall, tots ells a la comarca dels Ports.
El clima és continental amb suaus temperatures a les nits d'estiu. Des de Castelló de la Plana s'hi accedeix a través de la CV-151, prenent després la CV-10 per a accedir a la CV-132, posteriorment es pren la CV-14 per a finalitzar en la CV-118.

## Història
Durant l'època medieval va ser un dels llogarets de Morella, participant en els freqüents conflictes que van tenir en defensa dels seus drets enfront d'aquesta vila. Al segle xiv és considerat com un carrer de Morella i roman gairebé despoblat durant la guerra de Catalunya de 1463. Conserva restes d'una torre en la plaça major. Tenia uns 110 habitants el 1511, uns 100 el 1646, 70 el 1735, 268 el 1850 i 249 el 1900 des de llavors ha descendit la població de manera progressiva.
Durant les guerres carlines va prendre partit pel bàndol isabelí.

## Demografia
| 1990 | 1992 | 1994 | 1996 | 1998 | 2000 | 2002 | 2004 | 2006 | 2008 | 2010 |
| ---- | ---- | ---- | ---- | ---- | ---- | ---- | ---- | ---- | ---- | ---- |
| 24   | 23   | 25   | 23   | 23   | 21   | 25   | 27   | 33   | 34   | 34   |

## Alcaldia
Des de 2011 l'alcaldessa de Palanques és Lucía Martí Adell del Partit Popular (PP).
| Període                       | Alcalde o alcaldessa   | Partit polític | Data de possessió | Observacions |
| ----------------------------- | ---------------------- | -------------- | ----------------- | ------------ |
| 1979–1983                     | Juan Manuel Martí Royo | UCD            | 19/04/1979        | --           |
| 1983–1987                     | Juan Manuel Martí Royo | AP-PDP-UL-UV   | 28/05/1983        | --           |
| 1987–1991                     | Juan Manuel Martí Royo | AP             | 30/06/1987        | --           |
| 1991–1995                     | Juan Manuel Martí Royo | PP             | 15/06/1991        | --           |
| 1995–1999                     | Juan Manuel Martí Royo | PP             | 17/06/1995        | --           |
| 1999–2003                     | Juan Manuel Martí Royo | PP             | 03/07/1999        | --           |
| 2003–2007                     | Juan Manuel Martí Royo | PP             | 14/06/2003        | --           |
| 2007–2011                     | Juan Manuel Martí Royo | PP             | 16/06/2007        | --           |
| 2011–2015                     | Lucía Martí Adell      | PP             | 11/06/2011        | --           |
| 2015–2019                     | Lucía Martí Adell      | PP             | 13/06/2015        | --           |
| 2019-2023                     | Lucía Martí Adell      | PP             | 15/06/2019        | --           |
| Des de 2023                   | n/d                    | n/d            | 17/06/2023        | --           |
| Fonts: Generalitat Valenciana |                        |                |                   |              |

## Economia
Basada tradicionalment en l'agricultura de secà i la ramaderia.

## Monuments

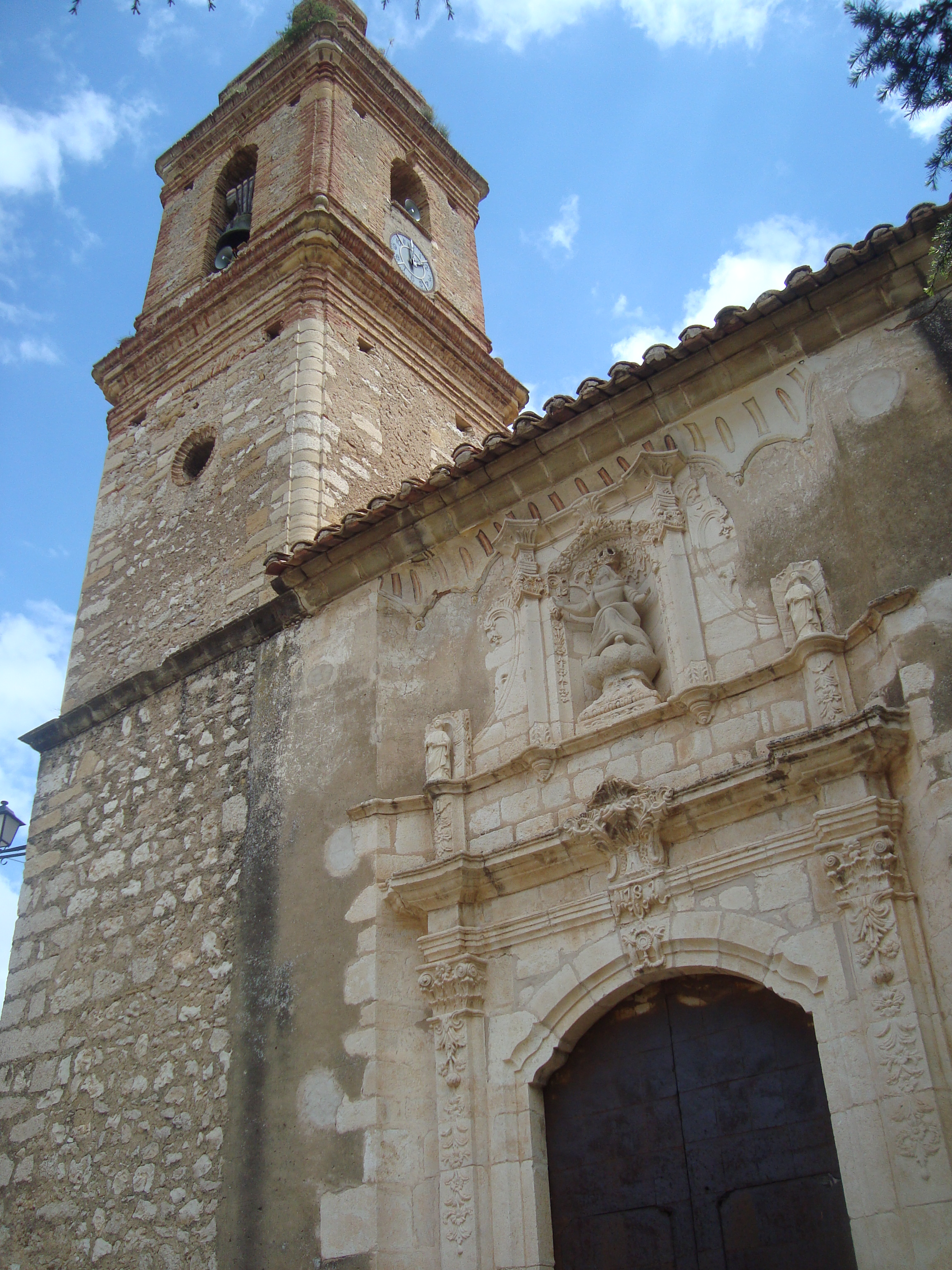
Església de l'Assumpció.

### Monuments religiosos
- Ermita de la Mare de Déu dels Dolors, edifici d'interès arquitectònic
- Església Parroquial. Dedicada a l'Assumpció de la Mare de Déu. Data del segle xviii i és d'estil barroc. En el mur de la dreta apareixen restes de l'anterior portada gòtica de l'antiga Església. En el seu interior hi ha retaules de maçoneria del segle xix.[2]

### Monuments civils
- Torre de Palanques. Torre d'origen àrab, va ser desmuntada per tal de construir el pont sobre el riu Bergantes. La porta original de la torre va ser traslladada a la porta Ferrisa de Morella.[3]
- Ajuntament. Data del segle xvii i compta amb un porxat amb arcs de mig punt.
- Font Vella Del segle xvii.
- Masia Borràs. Masia en la qual es troben restes d'una almàssera que servia per a moldre olives.
- Molí de Palanques. Situat al marge esquerre del riu Bergantes.

## Llocs d'interés

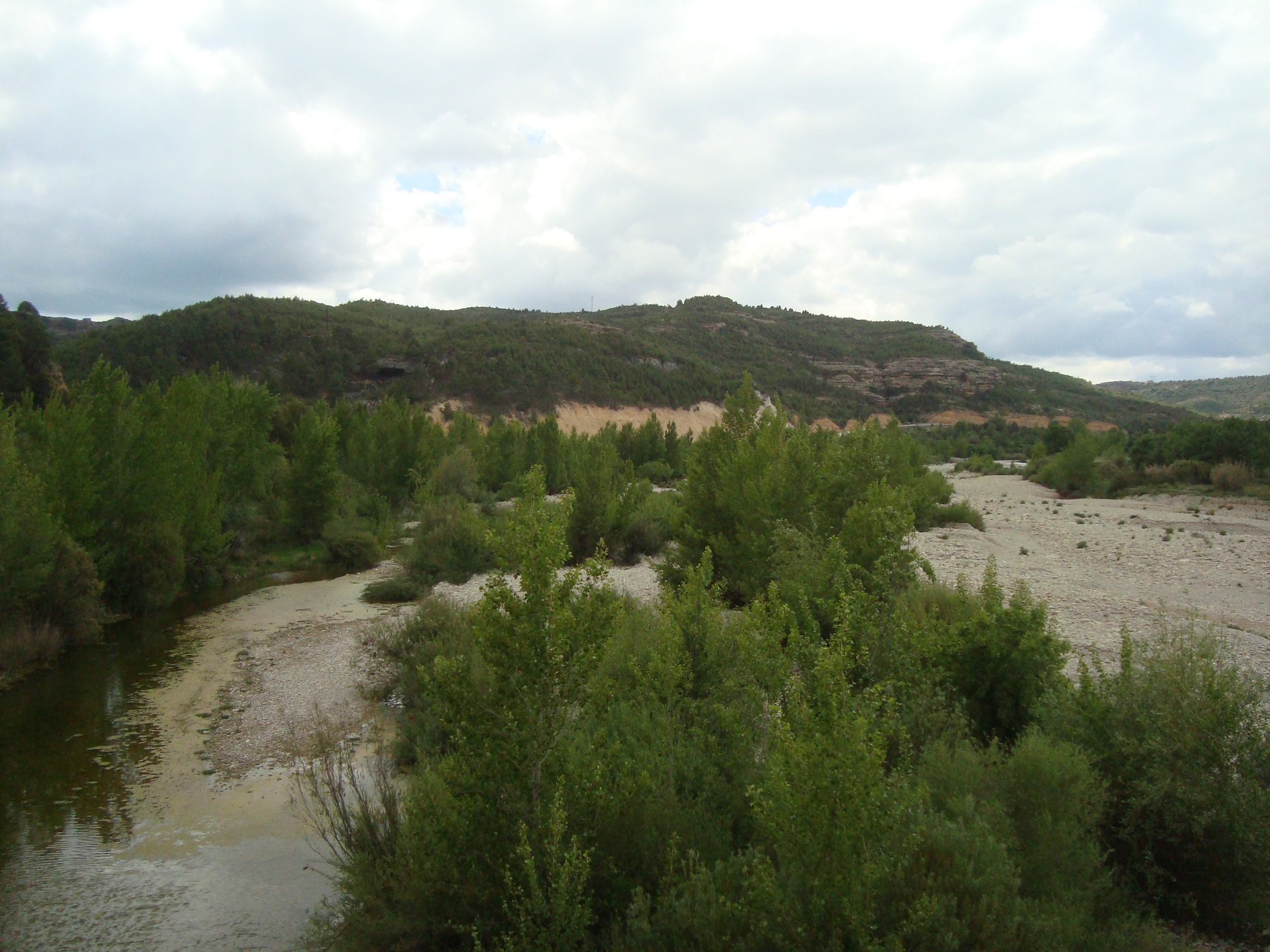
Riberes del riu Bergantes al seu pas per Palanques.

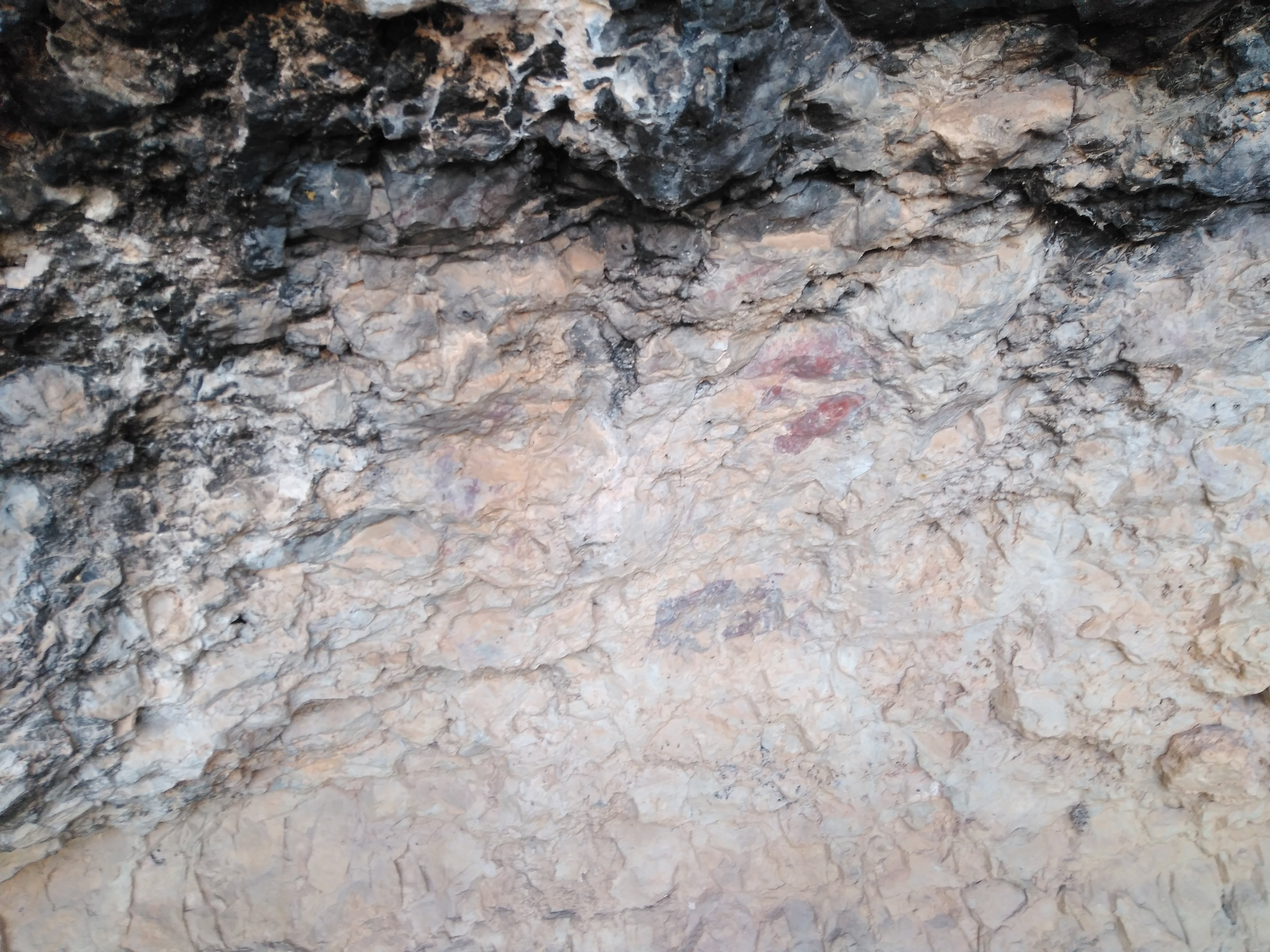
Pintures rupestres.

- Pintures rupestres del Cingle. Pintures rupestres naturalistes del període del Neolític, amb una antiguitat de 5000 anys. Estan formades per més de 30 figures compostes per diversos grups de caçadors i animals salvatges. Les pintures es distribueixen entre dos abrics situats en dues coves.[3]
- Mirador del Bergantes. Des d'aquest mirador es pot albirar la vall del Bergantes i el poble de Sorita.
- Mola de Palanques. Té 774 metres d'altura.
- Riu Bergantes. Riberes del riu Bergantes, que travessa el terme.

## Festes i celebracions
- Festes patronals. En honor de Sant Cosme, Sant Damià i Sants Abdó i Senent. Durant la segona quinzena d'agost.
- Romiatge a Sant Bernabé. Dissabte següent a l'11 de juny.
- Sant Antoni. Principal festa de l'hivern.
- Festa de Sant Marc (25 d'abril). Romiatge al Santuari de la Mare de Déu de la Balma, on se celebra una missa i un dinar de germanor.

## Gastronomia
Entre els plats tradicionals del poble hi ha la paella, olla, "frito", tombet, rostit, carns o embotits de matança a la brasa.